# Gal-dem
gal-dem (stylisé en minuscule) est un magazine britannique indépendant, en ligne et imprimé, produit par des femmes de couleur et des personnes non binaires de couleur.

## Histoire et positionnement
Le magazine a été fondé par Liv Little en 2015. Il produit un numéro imprimé par an, en plus de paraître dans son format en ligne. Il comporte six types de contenu : arts, style de vie, musique, actualités, opinion et politique. Le premier numéro imprimé, the gal-hood issue, a épuisé son tirage de 1 000 exemplaires ; le deuxième numéro, the home issue, était prévu pour un tirage de 3 000 exemplaires et a également été épuisé.
En 2016, le collectif éditorial gal-dem a organisé un événement au Victoria and Albert Museum. Il présentait des œuvres de jeunes artistes contemporains de couleur et a été décrit dans The Guardian comme « rien de moins qu'époustouflant ».
En août 2018, l'équipe de gal-dem a édité en tant qu'invité un numéro du magazine Weekend du Guardian.
En juin 2019, gal-dem a publié le livre I Will Not Be Erased": Our Stories About Growing Up As People of Colour, une anthologie de certaines des femmes et personnes de couleur non binaires qui écrivent pour le magazine